# Castano-Isabella

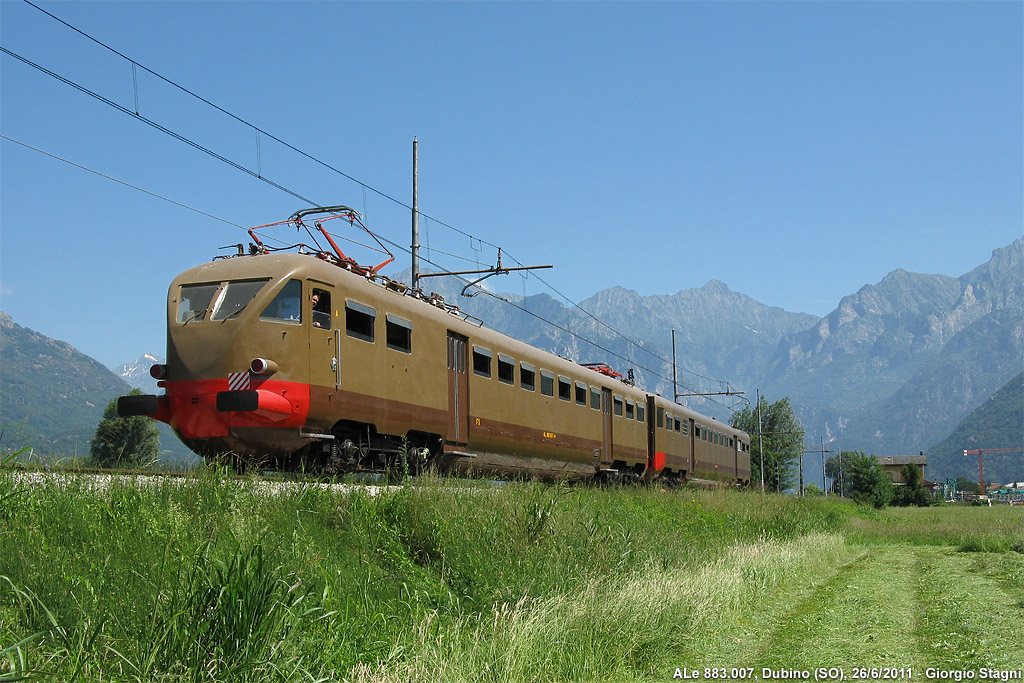
Elektrotriebwagen ALe 883

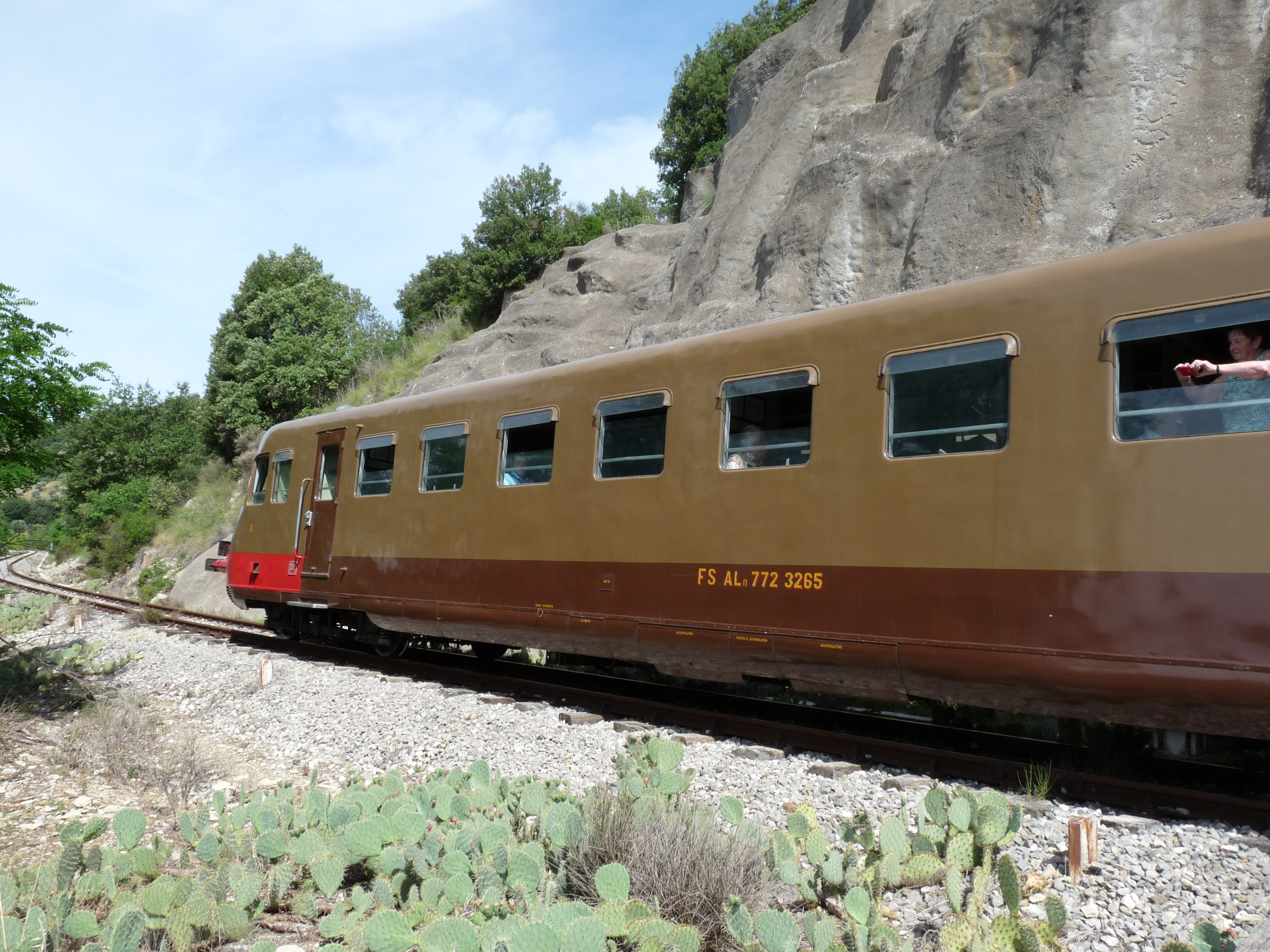
Dieseltriebwagen ALn 772

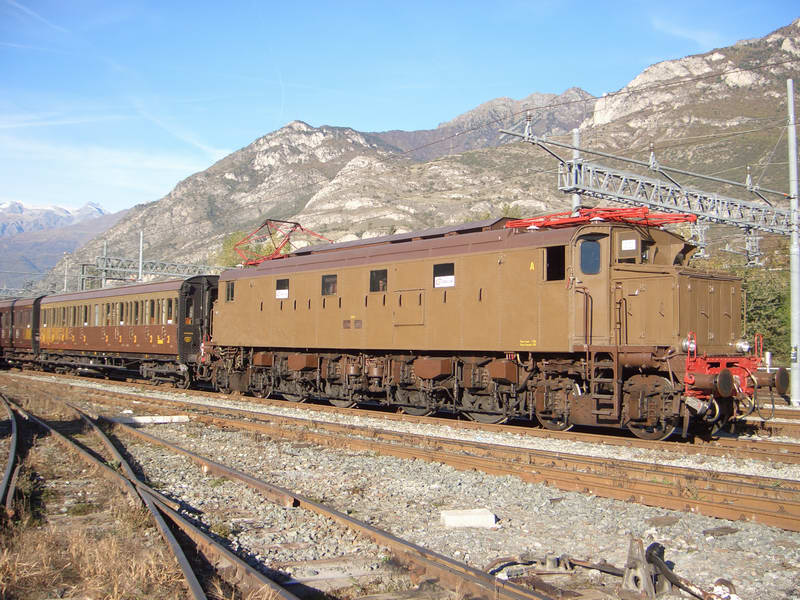
Elektrolokomotive E.428

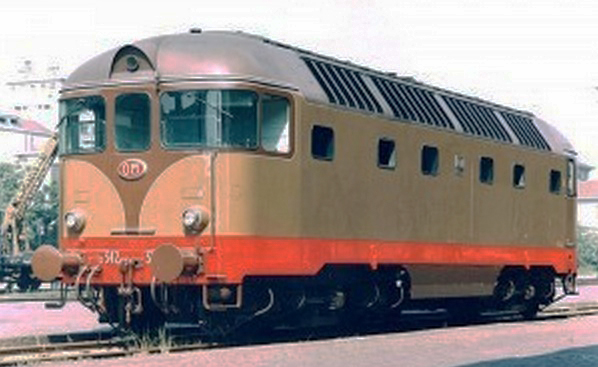
Diesellokomotive D.342.3001

Castano-Isabella, deutsch etwa Kastanie-Isabel, ist die Bezeichnung für eine Farbgebung der Schienenfahrzeuge der italienischen Ferrovie dello Stato. Sie wurde von 1935 bis 1962 bei fast allen Lokomotiven, Triebwagen und Reisezugwagen angewandt, es waren aber bis in die 2000er Jahre Fahrzeuge in der aus zwei verschiedenen Brauntönen bestehenden Farbgebung zu sehen. Sie entsprach dem Zeitgeist der 1930er Jahre, nahm aber auch die Farben der italienischen Landschaft auf.
Der dunklere kastanienbraune untere Bereich reichte bei den Reisezugwagen bis zur Unterkante der Fenster, darüber war ein helles grau-braunes Fensterband angeordnet, dessen Farbe als Isabel bezeichnet wird und das gegen das silberne Dach durch einen kastanienbraunen Streifen abgetrennt war.
Bei den Triebfahrzeugen war das Untergestell in Kastanienbraun gehalten, darüber lag oft ein rotes Band, das auch die Pufferbohle einschloss. Über dem Rot folgte der isabelfarbene Bereich, der oft auch das Dach mit einschloss.